# Megaselia leptacina
Megaselia leptacina är en tvåvingeart som beskrevs av Borgmeier 1969. Megaselia leptacina ingår i släktet Megaselia och familjen puckelflugor. Inga underarter finns listade i Catalogue of Life.